# Polarizzazione elettrica
La polarizzazione elettrica, in fisica, descrive la formazione di dipoli elettrici all'interno di un materiale, costituiti dalla carica elettrica posseduta dagli atomi e dalle molecole di cui esso è composto, in seguito all'applicazione di un campo elettrico. La polarizzazione elettrica si manifesta in particolare nei materiali dielettrici, e genera la presenza di un campo elettrico aggiuntivo all'interno di essi.

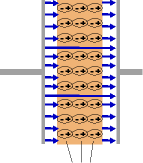
Schema di un condensatore a facce piane parallele con un dielettrico

Inserendo un materiale dielettrico tra le armature di un condensatore a facce piane e parallele si sperimenta che la capacità del condensatore aumenta. Ora giacché la capacità di un condensatore è data dal rapporto tra la carica e la differenza di potenziale, e poiché l'inserimento del dielettrico non varia la carica sulle armature (così come non cambia la distanza tra le armature e neppure la loro superficie), è necessario che la differenza di potenziale diminuisca. Ricordando che in un condensatore a facce piane e parallele la differenza di potenziale è proporzionale al campo elettrico tra le armature, anche il campo elettrico deve diminuire. Il fattore che riduce il campo elettrico dipende dal materiale dielettrico e viene chiamato costante dielettrica relativa ed è una grandezza adimensionale, facilmente misurabile, che si indica con il simbolo {\displaystyle \varepsilon _{r}\ }.

## Spiegazione microscopica della polarizzazione
Esistono due meccanismi che giustificano la polarizzazione nei dielettrici: la deformazione degli atomi o molecole e l'orientamento dei dipoli permanenti presenti. Vi sono sostanze che non avendo momento elettrico permanente hanno solo la polarizzazione per deformazione. Altre sostanze hanno entrambi i meccanismi, ma per semplicità di trattazione qui vengono discussi separatamente i due casi.

### Polarizzazione per deformazione

Il fenomeno della polarizzazione per deformazione.

In presenza di un campo elettrico locale, gli elettroni possono deformare i propri orbitali spostando leggermente la propria posizione rispetto ai nuclei, formando un dipolo per ogni atomo del materiale: la somma dei dipoli microscopici produce il dipolo totale macroscopico caratterizzato da {\displaystyle \mathbf {P} \ } descritto nel seguito.
Tale fenomeno consiste nel fatto che il nucleo, positivo, subisce una forza elettrica approssimativamente proporzionale al campo elettrico presente localmente ({\displaystyle \mathbf {E} _{l}\ })
e contemporaneamente gli elettroni una forza eguale e contraria avendo cariche opposte. 
Quindi per effetto del campo elettrico esterno {\displaystyle \mathbf {E} _{l}\ }, gli atomi che erano privi di momento di dipolo elettrico assumono un dipolo elettrico ({\displaystyle \mathbf {p} \ }) pari alla carica del nucleo moltiplicata lo spostamento subito dal nucleo rispetto al centro degli orbitali. Notare che lo spostamento in gioco modifica minimamente la struttura atomica in quanto date le dimensioni atomiche (frazioni di nm) i campi elettrici propri degli atomi sono molti ordini di grandezza superiori ai campi esterni che si possono ragionevolmente generare.
Possiamo quindi scrivere che:
{\displaystyle \mathbf {p} =\alpha _{d}\mathbf {E} _{l}}
dove {\displaystyle \alpha _{d}\ } è il coefficiente detto di polarizzabilità elettronica per deformazione. 
Il campo elettrico locale {\displaystyle \mathbf {E} _{l}} è il campo agente sull'atomo considerato e non comprende il contributo dell'atomo stesso. 

### Polarizzazione per orientamento

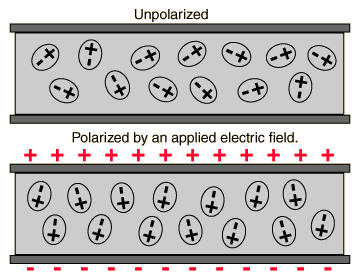
Il fenomeno della polarizzazione per orientamento.

Molte molecole, in particolare quelle caratterizzate da una configurazione non simmetrica, sono dotate di un momento di dipolo intrinseco. Cioè il centro delle cariche positive non coincide con quello delle cariche negative: un esempio è la molecola dell'acqua, che ha un momento di dipolo pari a {\displaystyle |p_{H_{2}O}|\ =6\cdot 10^{-30}\ Cm}, un valore elevato rispetto alle molecole più comuni, sebbene esistano molecole con momento maggiore. Se non è presente nessun campo elettrico i singoli dipoli sono orientati casualmente e il momento totale del sistema macroscopico è nullo. Se è presente un campo elettrico esterno, i momenti di dipolo si orientano parallelamente ad esso e il loro valore medio è quindi diverso da zero come mostrato nella figura. Ma anche se si è in presenza di un campo elettrico intenso (ad esempio {\displaystyle E=10^{5}\ V/m\ }) la differenza di energia tra un dipolo orientato nella direzione del campo elettrico o nella direzione opposta {\displaystyle DU=2|p||E|\ } è molto inferiore all'energia media dovuta alla agitazione termica.
Infatti nel caso numerico considerato (la molecola dell'acqua)  {\displaystyle DU=1.2\cdot 10^{-24}\ J} assolutamente trascurabile rispetto all'energia media termica {\displaystyle k_{B}T\approx 4\cdot 10^{-21}\ J} a temperatura ambiente. Quindi per quanto intenso sia il campo elettrico un numero molto piccolo di dipoli è orientato nella direzione del campo locale {\displaystyle {\vec {E}}_{l}}. Il momento di dipolo medio dipende dall'intensità del campo, ma una piccola percentuale si orienta nella direzione del campo. Quindi aumentando il campo sempre più dipoli si allineeranno con il campo, ma il numero disposti casualmente continua a rimanere molto elevato. Il calcolo analitico va fatto considerando la distribuzione di Boltzmann, ed è un tipico calcolo
di meccanica statistica con tale calcolo si dimostra che:
{\displaystyle \langle \mathbf {p} \rangle ={\frac {p_{0}^{2}\mathbf {E} _{l}}{3k_{B}T}}=\alpha _{o}\mathbf {E} _{l}\ }
dove {\displaystyle k_{B}\ } è la costante di Boltzmann, {\displaystyle T\ } è la temperatura assoluta, {\displaystyle \mathbf {p} _{0}\ } è il momento di dipolo intrinseco ed {\displaystyle \alpha _{o}\ } è il coefficiente di polarizzabilità elettronica per orientamento. 
Nel caso di molecole polari esiste anche la polarizzabilità per deformazione. Per cui, posso definire una polarizzabilità totale:
{\displaystyle \alpha =\alpha _{o}(T)+\alpha _{d}\ }
Ma mentre la polarizzabilità per orientamento dipende fortemente dalla temperatura, quella per deformazione è completamente insensibile, quindi a bassa temperatura per le sostanze che hanno un momento di dipolo proprio domina sempre la polarizzazione per orientamento fino a quando le molecole sono mobili (stato di fluido). Mentre ad alta temperatura la costante dielettrica di tutte le sostanze tende a diminuire fino a tendere asintoticamente alla polarizzabilità per deformazione. Queste considerazioni valgono in elettrostatica, se i campi elettrici sono variabili nel tempo le cose sono più complicate.

## Vettore polarizzazione elettrica
L'effetto della polarizzazione elettrica può essere descritto riconducendo la polarizzazione dei dipoli microscopici ad una grandezza vettoriale macroscopica, che descriva il comportamento globale del materiale soggetto alla presenza di un campo elettrico esterno. Il vettore intensità di polarizzazione, anche detto vettore di polarizzazione elettrica e indicato con {\displaystyle \mathbf {P} }, è il momento di dipolo elettrico per unità di volume posseduto dal materiale. Definito come il valore medio del momento di dipolo elettrico proprio {\displaystyle \mathbf {p} } di N particelle contenute in un volume infinitesimo {\displaystyle dv}, è espresso dalla relazione:
{\displaystyle \mathbf {P} =\lim _{\Delta V\to 0}{\frac {\Delta N}{\Delta V}}\langle \mathbf {p} \rangle =\lim _{\Delta V\to 0}{\frac {\sum _{i=1}^{\Delta N}{\mathbf {p} _{i}}}{\Delta V}}}
Nella definizione il limite vale per un volume che contenga un numero significativo di atomi tale da poterne calcolare una proprietà media.
Il potenziale elettrico associato al campo elettrico generato in un punto {\displaystyle \mathbf {r} } dalla polarizzazione del materiale è la somma dei contributi forniti da ogni elemento di volume {\displaystyle dv} di materiale posto nel punto {\displaystyle \mathbf {r} }. Integrando su tutto lo spazio si ottiene dunque:
{\displaystyle V_{P}(\mathbf {r} )={\frac {1}{4\pi \varepsilon _{0}}}\int _{V}{\frac {\mathbf {P} \cdot \Delta \mathbf {r} }{|\Delta \mathbf {r} |^{3}}}\operatorname {d} v}
dove {\displaystyle \operatorname {d} \mathbf {p} =\mathbf {P} \operatorname {d} v} è il momento di dipolo posseduto dal volume infinitesimo {\displaystyle dV} di materiale e {\displaystyle \Delta \mathbf {r} =|\mathbf {r} '-\mathbf {r} |} la differenza vettoriale tra la posizione {\displaystyle \mathbf {r} '} del volume elementare e il punto {\displaystyle \mathbf {r} } in cui è calcolato il potenziale.
Il vettore di polarizzazione, in quanto sorgente di un campo elettrico, deve essere legato ad una certa densità di carica microscopica. Per il teorema di Ostrogradskij infatti:
{\displaystyle V_{P}(\mathbf {r} )={\frac {1}{4\pi \varepsilon _{0}}}\oint _{\partial V}{\frac {\mathbf {P} }{|\Delta \mathbf {r} |}}\cdot \operatorname {d} \mathbf {s} +{\frac {1}{4\pi \varepsilon _{0}}}\int _{V}{\frac {-\mathbf {\nabla } \cdot \mathbf {P} }{|\Delta \mathbf {r} |}}\operatorname {d} v}
Confrontando tale espressione con quella del potenziale generato da una distribuzione di carica superficiale e volumica, si evince che la polarizzazione nei dielettrici è descritta da una certa densità di carica di polarizzazione superficiale {\displaystyle \sigma _{p}} e volumica {\displaystyle \rho _{p}} legata al vettore di polarizzazione elettrica da:
{\displaystyle \sigma _{P}={\vec {P}}\cdot {\hat {n}}\qquad \rho _{P}=-\mathbf {\nabla } \cdot \mathbf {P} }
La polarizzazione del materiale si manifesta quindi attraverso la modifica della distribuzione di carica associata agli atomi e le molecole che compongono il materiale stesso, la quale è sorgente di un campo aggiuntivo presente all'interno del materiale. Questo è dovuto al fatto che sotto l'azione di un campo elettrico esterno si generano o si orientano i dipoli microscopici presenti nel materiale, costituiti dalla carica elettrica di atomi o molecole. Nel momento in cui un campo esterno separa spazialmente il nucleo dalla nuvola elettronica di un atomo, da un oggetto neutro si genera un dipolo, costituito da due cariche uguali in modulo ed opposte in segno. Allo stesso modo, l'orientazione collettiva dei dipoli molecolari genera una distribuzione di carica regolare e non più casuale, che genera un campo non mediamente nullo.
L'azione di un campo elettrico esterno, quindi, genera un campo aggiuntivo all'interno del materiale, dovuto alla modifica della distribuzione di carica nel materiale: se il vettore di polarizzazione è uniforme i singoli dipoli si annullano reciprocamente, e la densità volumica di carica di polarizzazione si annulla. In questa situazione la carica di polarizzazione si manifesta soltanto sulla superficie del dielettrico.
Il vettore polarizzazione è proporzionale al campo presente localmente:
{\displaystyle \mathbf {P} =n\alpha \mathbf {E} _{l}}
dove n è il numero medio di molecole per unità di volume.

### Polarizzazione nei gas rarefatti
Nelle sostanze gassose il campo locale è approssimabile al campo macroscopico, cioè l'effetto delle molecole cambia poco il campo esterno, in tal caso:
{\displaystyle \mathbf {P} =n\alpha \mathbf {E} _{l}\approx n\alpha \mathbf {E} =\varepsilon _{0}\chi \mathbf {E} }
Il parametro {\displaystyle \chi } prende il nome di suscettività elettrica e vale:
{\displaystyle \chi ={\frac {n\alpha }{\varepsilon _{0}}}}
si può facilmente dimostrare che  {\displaystyle \chi =\varepsilon _{r}-1} dove {\displaystyle \varepsilon _{r}} è la costante dielettrica relativa.

#### Liquidi non polari
Per i liquidi non polari si usa, sotto opportune approssimazioni, la relazione di Lorentz tra il campo elettrico locale e campo elettrico esterno:.
{\displaystyle \mathbf {E} _{l}=\mathbf {E} +{\frac {\mathbf {P} }{3\varepsilon _{0}}}}
{\displaystyle \mathbf {P} =n\alpha \left(\mathbf {E} +{\frac {\mathbf {P} }{3\varepsilon _{0}}}\right)=\left({\frac {n\alpha }{\left(1-{\frac {n\alpha }{3\varepsilon _{0}}}\right)}}\right)\mathbf {E} =\varepsilon _{0}\chi \mathbf {E} }
quindi in questo caso:
{\displaystyle \chi ={\frac {n\alpha }{\varepsilon _{0}\left(1-{\frac {n\alpha }{3\varepsilon _{0}}}\right)}}=\varepsilon _{r}-1}

### Polarizzazione nei metalli, nei semiconduttori e in generale nei solidi cristallini
All'interno dei metalli gli elettroni di valenza sono in generale liberi di muoversi liberamente all'interno del solido. Se il metallo viene immerso in un campo elettrico si forma una densità di carica superficiale tale da schermare il campo esterno, e si osserva una corrente che scorre nello stesso senso del campo per un brevissimo periodo di tempo, dopo il quale il metallo ritorna alla condizione precedente alla perturbazione eccetto che sulla superficie. La quantità di carica libera è solitamente tale da schermare qualsiasi campo elettrico costante applicato, e la polarizzabilità elettrica per i metalli è approssimabile a zero.
I materiali semiconduttori, invece, a temperatura ambiente presentano un comportamento metallico per campi elettrici di bassa intensità ed un comportamento dielettrico per campi elettrici più forti. La costante dielettrica per i semiconduttori è solitamente molto alta: 13.8 per il silicio, circa 14 per il germanio.
Nei solidi cristallini, infine, il legame tra il vettore polarizzazione elettrica e il campo elettrico esterno dipende anche dalla direzione del campo, e quindi la relazione è la più generale possibile:
{\displaystyle \mathbf {P} =\alpha \mathbf {E} }
Le cui componenti sono:
{\displaystyle {\begin{cases}P_{x}=\alpha _{11}E_{x}+\alpha _{12}E_{y}+\alpha _{13}E_{z}\\P_{y}=\alpha _{21}E_{x}+\alpha _{22}E_{y}+\alpha _{23}E_{z}\\P_{z}=\alpha _{31}E_{x}+\alpha _{32}E_{y}+\alpha _{33}E_{z}\end{cases}}}
dove:
{\displaystyle ||\alpha ||={\begin{bmatrix}\alpha _{11}&\alpha _{12}&\alpha _{13}\\\alpha _{21}&\alpha _{22}&\alpha _{23}\\\alpha _{31}&\alpha _{32}&\alpha _{33}\end{bmatrix}}}
è il tensore di polarizzazione. Se i suoi elementi sono tutti costanti il dielettrico si dice perfetto, mentre se si riducono ad uno scalare si dice isotropo.

## Equazioni di Maxwell per i dielettrici
Introducendo la densità di carica di polarizzazione {\displaystyle \rho _{P}}, la prima delle equazioni di Maxwell, che esprime la forma locale del teorema del flusso per il campo elettrico, diventa:
{\displaystyle \nabla \cdot \mathbf {E} ={\frac {1}{\varepsilon _{0}}}(\rho _{E}+\rho _{P})={\frac {1}{\varepsilon _{0}}}(\rho _{E}-\nabla \cdot \mathbf {P} )}
dove {\displaystyle \rho _{E}} è la densità di cariche libere (o di spostamento) e nel secondo passaggio si è utilizzata la relazione tra la densità volumetrica di carica di polarizzazione ed il vettore di polarizzazione. Si ha quindi:
{\displaystyle \nabla \cdot (\varepsilon _{0}\mathbf {E} +\mathbf {P} )=\rho _{E}}.
L'argomento dell'operatore differenziale è il vettore induzione elettrica, definito come:
{\displaystyle \mathbf {D} =\varepsilon _{0}\mathbf {E} +\mathbf {P} }
E la prima equazione di Maxwell assume la forma:
{\displaystyle \nabla \cdot \mathbf {D} =\rho _{E}}
La maggior parte dei materiali isolanti può essere trattata come un dielettrico lineare omogeneo ed isotropo, questo significa che tra il dipolo indotto nel materiale ed il campo elettrico esterno sussista una relazione lineare. Si tratta di un'approssimazione di largo utilizzo, ed in tal caso i campi {\displaystyle \mathbf {E} } e {\displaystyle \mathbf {D} } sono equivalenti a meno di un fattore di scala:
{\displaystyle \mathbf {D} =\varepsilon _{r}\varepsilon _{0}\mathbf {E} }
e di conseguenza:
{\displaystyle \mathbf {P} =(\varepsilon _{r}-1)\varepsilon _{0}\mathbf {E} =\varepsilon _{0}\chi \mathbf {E} }
La grandezza {\displaystyle \varepsilon _{r}} è la costante dielettrica relativa relativa, e dipende dalle caratteristiche microscopiche del materiale, mentre:
{\displaystyle \chi \ =\varepsilon _{r}-1}
è la suscettività elettrica.
Spesso si introduce la grandezza {\displaystyle \varepsilon =\varepsilon _{r}\varepsilon _{0}} e la relazione tra il campo elettrico ed l'induzione elettrica diviene:
{\displaystyle \mathbf {D} =\varepsilon \mathbf {E} }
La costante dielettrica relativa (e dunque la suscettività) può essere misurata empiricamente. Se il materiale non è omogeneo, lineare ed isotropo, allora {\displaystyle \varepsilon _{r}} dipende da fattori come la posizione all'interno del mezzo, la temperatura o la frequenza del campo applicato. In particolare, se il materiale è omogeneo e anisotropo la costante dielettrica diventa una matrice, se non è omogeneo i coefficienti della matrice sono una funzione della posizione, e se non è lineare la costante dielettrica dipende dal campo elettrico, ed in generale anche dal tempo.
Nel dominio delle frequenze, per un mezzo lineare e indipendente dal tempo sussiste la relazione:
{\displaystyle \mathbf {D(\omega )} =\varepsilon (\omega )\mathbf {E} (\omega )}
dove {\displaystyle \omega } è la frequenza del campo.
Il vettore di polarizzazione per un mezzo non lineare, né omogeneo, né isotropo, dipende a sua volta dal campo attraverso il tensore di polarizzazione.

## Dispersione e permittività elettrica
In un dielettrico perfetto per descrivere la formazione di un dipolo elettrico si assume che le cariche {\displaystyle e}, costituite da elettroni o ioni di massa {\displaystyle m}, siano legate agli atomi attraverso una forza {\displaystyle \mathbf {F} } di tipo armonico:
{\displaystyle \mathbf {F} =-m\omega _{0}^{2}\mathbf {x} =-e\mathbf {E} }
dove {\displaystyle \omega _{0}} la frequenza di oscillazione attorno al punto di equilibrio ed {\displaystyle \mathbf {E} } il campo applicato. Il momento di dipolo elettrico indotto è dato pertanto dalla relazione:
{\displaystyle \mathbf {p} =e\mathbf {x} ={\frac {e^{2}}{m\omega _{0}^{2}}}\mathbf {E} }
Si consideri ora un dielettrico non ideale ed un campo elettrico {\displaystyle \mathbf {E} (\mathbf {x} ,t)} oscillante, cioè dipendente dal tempo per mezzo di un fattore {\displaystyle e^{i\omega t}}. L'equazione del moto per le cariche deve essere modificata in modo da tenere conto degli effetti di smorzamento, che sono in genere proporzionali alla velocità per mezzo di una costante di smorzamento {\displaystyle \gamma }. Si ha pertanto:
{\displaystyle \mathbf {F} =m{\ddot {\mathbf {x} }}=-m\gamma {\dot {\mathbf {x} }}-m\omega _{0}^{2}\mathbf {x} -e\mathbf {E} (\mathbf {x} ,t)}
e l'equazione del moto assume pertanto la forma:
{\displaystyle m[{\ddot {\mathbf {x} }}+\gamma {\dot {\mathbf {x} }}+\omega _{0}^{2}\mathbf {x} ]=-e\mathbf {E} (\mathbf {x} ,t)}
Grazie alla dipendenza {\displaystyle e^{i\omega t}} del campo si può porre {\displaystyle \mathbf {x} =\mathbf {x} _{0}e^{i\omega t}}. Inserendo le derivate di {\displaystyle \mathbf {x} } nell'equazione del moto si ottiene:
{\displaystyle \mathbf {x} ={\frac {e}{m(\omega _{0}^{2}-\omega ^{2}-i\omega \gamma )}}\mathbf {E} \qquad \mathbf {p} =-e\mathbf {x} ={\frac {e^{2}}{m(\omega _{0}^{2}-\omega ^{2}-i\omega \gamma )}}\mathbf {E} }
Si supponga vi siano {\displaystyle N} molecole per unità di volume con {\displaystyle Z} elettroni ciascuna, e si ponga che per ogni molecola vi siano {\displaystyle f_{j}} elettroni per molecola legati da una forza armonica con frequenza {\displaystyle \omega _{j}} e costante di smorzamento {\displaystyle \gamma _{j}}. In tale situazione la permittività elettrica è data da:
{\displaystyle {\frac {\varepsilon (\omega )}{\varepsilon _{0}}}=1+\chi _{e}=1+{\frac {Ne^{2}}{\varepsilon _{0}m}}\sum _{j}{\frac {f_{j}}{\omega _{j}^{2}-\omega ^{2}-i\omega _{j}\gamma }}\qquad \sum _{j}f_{j}=Z}
Si nota che nei materiali conduttori la frequenza {\displaystyle \omega =0} è risonante. Il valore di {\displaystyle \varepsilon (\omega )} è solitamente reale, eccetto nel range prossimo alle frequenze di risonanza, in cui la parte reale del denominatore si avvicina a zero.
- Si definisce dispersione normale la dispersione in una regione dello spettro lontana dalle frequenze di risonanza, in cui la parte reale di {\displaystyle \varepsilon (\omega )} aumenta al crescere di {\displaystyle \omega }.
- Si definisce dispersione anomala la dispersione in prossimità dalle frequenze di risonanza, in cui la parte reale di {\displaystyle \varepsilon (\omega )} decresce al crescere di {\displaystyle \omega }. In tal caso la parte immaginaria di {\displaystyle \varepsilon (\omega )} è significativa, e rappresenta l'energia che il mezzo cede al materiale. Tale fenomeno è detto assorbimento risonante.

### Causalità
La polarizzazione di un materiale in risposta ad un campo elettrico non è in generale istantanea. Il fatto che la permittività elettrica dipenda dalla frequenza implica che la relazione tra i campi {\displaystyle \mathbf {E} } e {\displaystyle \mathbf {D} }, data da:
{\displaystyle \mathbf {D} (\mathbf {x} ,\omega )=\varepsilon (\omega )\mathbf {E} (\mathbf {x} ,\omega )}
è temporalmente non-locale. Considerando la rappresentazione per mezzo della trasformata di Fourier:
{\displaystyle \mathbf {D} (\mathbf {x} ,t)={\frac {1}{\sqrt {2\pi }}}\int _{-\infty }^{\infty }\mathbf {D} (\mathbf {x} ,\omega )e^{-i\omega t}d\omega \qquad \mathbf {D} (\mathbf {x} ,\omega )={\frac {1}{\sqrt {2\pi }}}\int _{-\infty }^{\infty }\mathbf {D} (\mathbf {x} ,t')e^{i\omega t'}dt'}
ed inserendola nella precedente relazione insieme all'analoga rappresentazione di Fourier per {\displaystyle \mathbf {E} } si ottiene, ponendo che si possa invertire l'ordine di integrazione:
{\displaystyle \mathbf {D} (\mathbf {x} ,t)=\varepsilon _{0}\left[\mathbf {E} (\mathbf {x} ,t)+\int _{-\infty }^{\infty }\chi (t')\mathbf {E} (\mathbf {x} ,t-t')dt'\right]}
dove {\displaystyle \chi (t')} è la trasformata di Fourier di {\displaystyle \chi (\omega )}:
{\displaystyle \chi (t')={\frac {1}{2\pi }}\int _{-\infty }^{\infty }\chi (\omega )e^{-i\omega t'}d\omega ={\frac {1}{2\pi }}\int _{-\infty }^{\infty }\left({\frac {\varepsilon (\omega )}{\varepsilon _{0}}}-1\right)e^{-i\omega t'}d\omega }
I campi {\displaystyle \mathbf {D} } ed {\displaystyle \mathbf {E} } sono dunque funzione di {\displaystyle t} in due tempi diversi, in quanto il campo che si manifesta nel materiale al tempo {\displaystyle t} in seguito alla polarizzazione atomica e molecolare dipende dal campo esterno {\displaystyle \mathbf {E} } ad un diverso istante temporale.
Si consideri un modello per la permittività elettrica in cui vi sia una sola frequenza di risonanza. In tale contesto si ha:
{\displaystyle {\frac {\varepsilon (\omega )}{\varepsilon _{0}}}=1+\chi _{e}=1+{\frac {\omega _{p}^{2}}{\omega _{0}^{2}-\omega ^{2}-i\omega _{j}\gamma }}}
La trasformata della suscettività elettrica assume in tal caso la forma:
{\displaystyle \chi (t')={\frac {\omega _{p}^{2}}{2\pi }}\int _{-\infty }^{\infty }{\frac {e^{-i\omega t'}}{\omega _{0}^{2}-\omega ^{2}-i\omega _{j}\gamma }}d\omega =\omega _{p}^{2}e^{-{\frac {\gamma t'}{2}}}{\frac {\sin(\nu _{0}t')}{\nu _{0}}}\theta (t')\qquad \nu _{0}^{2}=\omega _{0}^{2}-{\frac {\gamma ^{2}}{4}}}
dove {\displaystyle \theta (t')} è la funzione gradino. La funzione {\displaystyle \chi (t')} oscilla con uno smorzamento dato dal termine esponenziale, in cui compare la costante di smorzamento della forza armonica che agisce sulle cariche. La presenza della funzione gradino garantisce il rispetto del principio di causalità, poiché annulla {\displaystyle \chi (t')} per tempi negativi. Si giunge in questo modo all'espressione più generale che lega i campi {\displaystyle \mathbf {D} } ed {\displaystyle \mathbf {E} } in un mezzo uniforme ed isotropo:
{\displaystyle \mathbf {D} (\mathbf {x} ,t)=\varepsilon _{0}\left[\mathbf {E} (\mathbf {x} ,t)+\int _{0}^{\infty }\chi (t')\mathbf {E} (\mathbf {x} ,t-t')dt'\right]}
dove l'integrazione avviene a partire da {\displaystyle t'=0}. Si tratta di una relazione causale, spazialmente locale e lineare.
La permittività elettrica è espressa attraverso la relazione:
{\displaystyle {\frac {\varepsilon (\omega )}{\varepsilon _{0}}}=1+\int _{0}^{\infty }\chi (t')e^{i\omega t'}dt'}
dalla quale si evince che se la suscettività è finita ad ogni tempo e si annulla ad un tempo infinito, allora la permittività elettrica è una funzione analitica nel semipiano superiore del piano complesso. Tali caratteristiche permettono ad {\displaystyle {\widehat {\varepsilon }}(\omega )} di soddisfare le relazioni di Kramers-Kronig:
{\displaystyle \Re \left[{\frac {\varepsilon (\omega )}{\varepsilon _{0}}}\right]=1+{\frac {1}{\pi }}{\mathcal {P}}\int _{-\infty }^{\infty }{\frac {\Im \left({\frac {\varepsilon (\omega ')}{\varepsilon _{0}}}\right)}{\omega '-\omega }}d\omega '\qquad \Im \left[{\frac {\varepsilon (\omega )}{\varepsilon _{0}}}\right]=-{\frac {1}{\pi }}{\mathcal {P}}\int _{-\infty }^{\infty }{\frac {\Re \left({\frac {\varepsilon (\omega ')}{\varepsilon _{0}}}\right)-1}{\omega '-\omega }}d\omega '}
dove {\displaystyle {\mathcal {P}}} denota il valore principale di Cauchy. La parte reale caratterizza l'energia immagazzinata nel mezzo, mentre la parte immaginaria descrive la dissipazione di energia nel mezzo. In particolare, se la parte immaginaria di è positiva il campo cede energia al materiale, mentre se è negativa è il mezzo a fornire energia al campo.
Il vettore di polarizzazione risulta pertanto essere una funzione dipendente dal tempo:
{\displaystyle \mathbf {P} (t)=\varepsilon _{0}\int _{-\infty }^{t}\chi (t-t')\mathbf {E} (t')\,dt'}
Tale definizione è generale, in quanto tiene conto della non-località della relazione tra {\displaystyle \mathbf {P} } ed {\displaystyle \mathbf {E} }: la polarizzazione è la convoluzione del campo elettrico a tempi precedenti con la suscettività dipendente dal tempo {\displaystyle \chi (t-t')}.
In un sistema lineare è conveniente considerare la trasformata di Fourier e scrivere la precedente relazione nel dominio della frequenza, nel quale per il teorema di convoluzione il prodotto di convoluzione di due funzioni viene espresso con il prodotto semplice delle rispettive trasformate:
{\displaystyle \mathbf {P} (\omega )=\varepsilon _{0}\chi (\omega )\mathbf {E} (\omega )}
La dipendenza dalla frequenza della suscettività determina la dipendenza dalla frequenza della permittività, e l'andamento della suscettività rispetto alla frequenza caratterizza le proprietà dispersive del materiale.